# رمي الحجارة (أغنية)
رمي الحجارة (بالإنجليزية: Throwing Stones) أغنية لفريق الروك الأمريكي جريتفول ديد ، ظهرت في ألبومهم عام 1987 «في الظلام»، كما صدرت أيضًا كأغنية فردية. ظهرت على قوائم بيلبورد الأمريكية،

## فريق الجريتفول ديد
فريق روك أمريكي تشكل عام 1965 في كاليفورنيا. يشتهر الفريق بأسلوبه الإنتقائي الذي يدمج عناصر موسيقى الروك والفولك والكانتري والجاز وبلوجراس والبلوز، يشتهر الفريق أيضا بالعروض الحية والمعزوفات الطويلة؛ ولقاعدة المعجبين المخلصين، والمعروفة باسم «ديد هدز». إحتلت الفرقة المرتبة 57 حسب تصنيف مجلة رولينج ستون في قائمة «أعظم الفنانين في كل العصور». تم إدخال الفريق إلى قاعة مشاهير الروك آند رول عام 1994 وتم إضافة تسجيل حفلتهم في 8 مايو 1977 في بارتون هول بجامعة كورنيل إلى السجل الوطني للتسجيلات بمكتبة الكونجرس في عام 2012. باع فريق الجريتفول ديد أكثر من 35 مليون ألبوم حول العالم.

## تاريخ الأغنية
ظهرت الأغنية لأول مرة في الوقت الذي كانت حرارة الأحداث ترتفع في الشرق الأوسط. قدم فريق الجريتفول ديد في17 سبتمبر 1982، أغنيته هذه في عشرة عروض غنائية متوالية، في مركز مقاطعة كمبرلاند المدني في بورتلاند، ولمدة إجمالية من أحد عشر عرضًا، قبل إعطائها فترة راحة لليلة واحدة، ثم إعادة تقديمها مرة أخرى في عرضين متتاليين في أوكلاند في الفترة التي تسبق ليلة رأس السنة الجديدة. ظهرت الأغنية أخيرًا في ألبوم الفريق المسجل في الاستوديو المسمى «في الظلام» في عام 1987، وتم إصدارها كأغنية فردية لاحقا.
كتب ديفيد دود مؤلف كتاب "شرح كلمات جريتفل ديد The Complete Annotated Grateful Dead Lyrics"، وهو المتخصص في الكتابة عن فريق جريتفل ديد على موقع ديد نت: "لدينا عالم كامل مليء بالحروب الصغيرة التافهة، وتظهر أغنية "رمي الحجارة" انقسام "الأطفال".. يرقصون ويهزّون عظامهم، بينما يلقي السياسيون بالحجارة ويتضح أننا وحدنا... لوحدنا". ظهرت الأغنية لأول مرة في الوقت الذي كانت فيه الأمور تسخن مرة أخرى في الشرق الأوسط، في 17 سبتمبر 1982، في مركز مقاطعة كمبرلاند المدني في بورتلاند، قام الفريق بتقديمها على المسارح كثيراً.. ظهرت الأغنية أخيرًا في ألبوم «في الظلام» عام 1987، ثم تم إصدارها كأغنية منفردة عام 1988. ربما أراد بارلو ووير بهذه الأغنية صياغة شيء جذاب للغاية، وراقص للغاية، وجذب مشاعرنا على السطح، والغضب تجاه الأشياء الفظيعة التي يفعلها السياسيون، بينما يغرسون، بشكل تخريبي، الأفكار التي سوف تنقذنا. أننا نقف وحدنا، ويجب أن نكون من نصنع العالم بشكل صحيح، ما لم نفعل ذلك، لا يمكننا إلقاء الحجارة".

## طاقم العزف والتسجيل
- جيري غارسيا: جيتار وغناء.
- بوب وير: جيتار وغناء.
- برنت ميدلاند: لوحات المفاتيح (كيبورد) وغناء.
- فيل ليش: جيتار باس.
- بيل كروتزمان: طبول.
- ميكي هارت: طبول وايقاع.[11]

## كلمات الأغنية
تصور كرة زرقاء لامعة تدور فقط، تدور بحرية Picture a bright blue ball just spinning, spinning free
تدور إلى مالانهاية Dizzy with eternity
إرسم سماء من الخارج، وإرسم بالداخل بعض سحب وبحر Paint it with a skin of sky, brush in some clouds and sea
أطلق عليها بيت من أجلك ومن أجلي Call it home for you and me
مكان هادئ، أو هكذا تبدو من الفضاء A peaceful place, or so it looks from space
نظرة فاحصة تكشف الجنس البشري A closer look reveals the human race
الوجه البشري مملؤ بالأمل والنعمة Full of hope, full of grace, is the human face
لكننا خائفين أن نبدد بيتنا But afraid we may lay our home to waste
هناك خوف موجود لا يمكننا نسيانه There's a fear down here we can't forget
لم نطلق عليه اسم بعد Hasn't got a name just yet
دائمًا حاضر، دائمًا حولنا Always awake, always around
يغني رماد، رماد، الكل يسقط Singing ashes, ashes, all fall down
رماد، رماد، الكل يسقط Ashes, ashes, all fall down
شاهد الآن الكرة وهي تدور ودخول الليل Now watch as the ball revolves and the night-time falls
مرة أخرى يبدأ الصيد، مرة أخرى تنادي رياح الدم And again the hunt begins and again the blood wind calls
وبمرور الوقت، ستشرق شمس الصباح مرة أخرى By and by, again, the morning sun will rise
لكن الظلام لن يختفي من عيون بعض الرجال But the darkness never goes from some men's eyes
(حسنًا أنا أعلم) (Well I know)
إنه يتجول على جانبي الطريق ويتدحرج في الشوارع It strolls the sidewalk and it rolls the streets
يجز العشب ويقطع اللحم Staking turf, dividing up meat
شبح الكابوس، قطعة ساخنة Nightmare spook, piece of heat
إنه أنت وأنا، أنت وأنا It's you and me, you and me
أضيء المصباح في ليلة قاحلة Click flash blade in ghetto night
«رودي» يبحث عن معركة Rudy's looking for a fight
قط وفأر الزقاق، تدحرج العظام Rat cat alley, roll them bones
بحاجة إلى هذه النقود لإطعام هذا «الجونز» Need that cash to feed that Jones
والسياسيون يقذفون الحجارة And the politicians throwing stones
يغني رماد، رماد، الكل يسقط Singing ashes, ashes, all fall down
رماد، رماد، الكل يسقط Ashes, ashes, all fall down
مفوضين ورؤساء يرتدون بذلات مقلمة يلعبون النرد Commissars and pinstripe bosses roll the dice
على أي حال سيسقطوا، خمنوا من سيدفع الثمن؟ Anyway they fall, guess who gets to pay the price
الأوراق المالية الخضراء؟ أو الطبقة العاملة الرمادية؟ Money green, or proletarian gray
بيع السلاح اليوم بدلا من الطعام Selling guns instead of food today
لذا فإن الأطفال يرقصون ويهزون عظامهم So the kids they dance and shake their bones
والسياسيون يقذفون الحجارة And the politicians throwing stones
يغني رماد، رماد، الكل يسقط Singing ashes, ashes, all fall down
رماد، رماد، الكل يسقط Ashes, ashes, all fall down
قوى بلا رحمة تحاول أن تخبرنا بما يجب أن نفكر فيه Heartless powers try to tell us what to think
إذا كانت الأرواح نائمة فالجسد هو الحبر If the spirit's sleeping then the flesh is ink
سينحت صفحة التاريخ بدقة على الحجر History's page will be neatly carved in stone
المستقبل هنا، نحن هو، نحن وحدنا The future's here, we are it, we are on our own
وحدنا، وحدنا، نحن وحدنا On our own, on our own, we are on our own
إذا خسرت اللعبة، فنحن جميعًا متشابهين If the game is lost, then we're all the same
لن يبق أحد ليلقي باللوم أو يتحمل اللوم No one left to place or take the blame
سنترك هذا المكان حجرًا فارغًا We will leave this place an empty stone
أو تلك الكرة الزرقاء اللامعة التي نسميها بيتنا Or that shining ball of blue we call our home
لذا فإن الأطفال يرقصون ويهزون عظامهم So the kids, they dance, they shake their bones
والسياسيون يقذفون الحجارة And the politicians throwing stones
يغني رماد، رماد، الكل يسقط Singing ashes, ashes, all fall down
رماد، رماد، الكل يسقط Ashes, ashes, all fall down
شحن البارود ذهابًا وإيابًا Shipping powders back and forth
يغنون الأسود يذهب جنوبًا والأبيض يأتي شمالًا Singing black goes south and white comes north
والعالم كله مليء بالحروب التافهه And the whole world full of petty wars
يغنون أخذت ماهو لي وأنت أخذت ماهو لك Singing I got mine and you got yours
في حين أن السائد حاليا يحدد السرعة While the current fashions set the pace
تفقد خطوتك، تسقط بعيدا عن النعمة Lose your step, fall out of grace
المتشدد، حانق وغاضب The radical, he rant and rage
يغني لابد أن يقلب أحد الصفحة Singing someone got to turn the page
والرجل الغني في بيته الصيفي And the rich man in his summer home
يغني فقط اتركه، إنه جيدًا بما فيه الكفاية Singing just leave well enough alone
لكن سرواله متدلي وغطاءه تحطم But his pants are down, his cover's blown
والسياسيون يقذفون الحجارة And the politicians throwing stones
لذا فإن الأطفال يرقصون ويهزون عظامهم So the kids, they dance, they shake their bones
لأنه من الواضح أننا وحدنا 'Cause it's all too clear we're on our own
يغنون، رماد، رماد، الكل يسقط Singing ashes, ashes, all fall down
رماد، رماد، الكل يسقط Ashes, ashes, all fall down
تصور كرة زرقاء لامعة تدور فقط، تدور بحرية Picture a bright blue ball just spinning, spinning free
إنه أمر مشوش، الإحتمالات It's dizzying, the possibilities
رماد، رماد، الكل يسقط Ashes, ashes, all fall down

## وصلات خارجية
https://www.youtube.com/watch?v=xRNvezElbIg رمي الحجارة (أغنية)
https://www.dead.net/ رمي الحجارة (أغنية)
https://www.dead.net/features/greatest-stories-ever-told/greatest-stories-ever-told-throwing-stones رمي الحجارة (أغنية)
https://teachrock.org/people/grateful-dead/ رمي الحجارة (أغنية) 